# 金輔伯
金輔伯（1404年—1463年），名弼，字輔伯，以字行，江西臨江府新淦縣人，官籍。明朝政治人物。進士出身。

## 生平
十一月初七日生，江西鄉試第四名舉人。宣德八年（1433年）癸丑科會試第七十名，殿試登進士第三甲第四十二名，正統初任中書舍人，天順元年（1457年）九月由太僕寺丞升太僕寺少卿。天顺七年四月去世，年六十，赐祭葬。

## 家族
曾祖父金仲卿，贈太子太保禮部尚書兼武英殿大學士。祖父金守正，贈太子少保禮部尚書兼武英殿大學士。父亲金幼孝，伯父金幼孜，赠荣禄大夫少保，謚文靖。母劉氏。慈侍下。從兄金昭伯（丁未進士）；弟亮伯、觀伯、紹伯。娶孔氏。